# 정은원
정은원(2000년 1월 17일 ~ )은 KBO 리그 한화 이글스의 내야수이다.

## 한화 이글스시절
2018년에 2차 3라운드로 지명돼 입단하였다.
4월 1일 SK전에서 데뷔 첫 경기를 치렀고, 경기 후반부에 교체 출전해 타석에는 들어서지 못했다.
5월 8일 넥센전에서 조상우를 상대로 데뷔 첫 안타를 홈런으로 기록했다. 이 홈런은 팀 역전 승의 발판이 됐고, 이는 그의 아마추어 시절을 포함한 첫 홈런이자 KBO 최초 2000년대생의 홈런이었다. 이후 꾸준히 타격에서 좋은 모습을 보이며 정근우가 부상으로 빠진 자리를 잘 메웠고 '포스트 정근우'로 불렸지만 7월부터 체력이 떨어졌다. 당시 같은 팀이었던 강경학에게 주전 2루수 자리를 내줬지만 2루와 3루, 유격수를 오가며 팀의 내야 백업 내야수 역할을 수행했다.
2019년에는 당시 같은 팀이었던 정근우가 외야수로 이동하며 주전 2루수로 활동했다. 시즌 초중반에 좋은 타격감을 보였으나 후반에는 타격감이 떨어져 하위 타선에서 활동했다.
2020년에는 부상으로 인해 시즌 79경기에 출전해 2할대 타율, 63안타(3홈런), 28득점, 48볼넷을 기록했다.
2021년에는 139경기에 출장해 2할대 타율, 6홈런, 39타점, 85득점, 출루율 0.407을 기록했다. 볼넷은 105개로 역대 최연소(만 21세 8개월 23일) 세 자릿수 볼넷을 기록했다. 시즌 중반에 도쿄 올림픽 대표팀에 선출될 것으로 보였으나 최종 엔트리에 들지 못했다. 2021년 12월 11일에 개인 첫 골든글러브를 수상했다.

## 별명
- '대전 아이돌'이라고 불린다.

## 출신 학교
- 상인천초등학교
- 상인천중학교
- 인천고등학교

## 통산 기록
| 연도 | 팀명  | 타율  | 경기 | 타수 | 득점 | 안타 | 2루타 | 3루타 | 홈런 | 루타 | 타점 | 도루 | 도실 | 볼넷 | 사구 | 삼진 | 병살 | 실책 |
| ---- | ----- | ----- | ---- | ---- | ---- | ---- | ----- | ----- | ---- | ---- | ---- | ---- | ---- | ---- | ---- | ---- | ---- | ---- |
| 2018 | 한화  | 0.249 | 98   | 201  | 33   | 50   | 5     | 3     | 4    | 73   | 20   | 5    | 1    | 22   | 1    | 50   | 0    | 5    |
| 2019 | 한화  | 0.262 | 142  | 564  | 83   | 148  | 27    | 6     | 8    | 211  | 57   | 14   | 7    | 48   | 0    | 101  | 6    | 13   |
| 2020 | 한화  | 0.248 | 79   | 254  | 28   | 63   | 9     | 2     | 3    | 85   | 29   | 1    | 1    | 41   | 5    | 41   | 4    | 4    |
| 2021 | 한화  | 0.283 | 139  | 495  | 85   | 140  | 22    | 5     | 6    | 190  | 39   | 19   | 11   | 105  | 1    | 105  | 9    | 13   |
| 2022 | 한화  | 0.274 | 140  | 508  | 67   | 139  | 20    | 2     | 8    | 187  | 49   | 10   | 6    | 85   | 1    | 109  | 10   | 17   |
| 2023 | 한화  | 0.222 | 122  | 388  | 50   | 86   | 12    | 0     | 2    | 104  | 30   | 6    | 3    | 62   | 3    | 73   | 4    | 8    |
| 2024 | 한화  | 0.172 | 27   | 64   | 10   | 11   | 3     | 1     | 1    | 19   | 6    | 2    | 0    | 13   | 0    | 16   | 0    | 1    |
| 통산 | 7시즌 | 0.257 | 747  | 2474 | 346  | 637  | 98    | 19    | 32   | 869  | 230  | 57   | 29   | 376  | 11   | 495  | 33   | 61   |

- 빨간 글씨는 한국 프로야구 역사상 최고 기록
- 굵은 글씨는 해당 시즌 최고 기록